# Пуйко, Геннадий Алексеевич
Геннадий Алексеевич Пуйко (1 января 1935 года, п. Нумги — 2005 год, с. Яр-Сале) — ненецкий писатель и поэт.

## Биография
Родился 1 января 1935 года в посёлке Нумги Надымского района Тюменской области в семье ненца-оленевода и хозяйки красной чумы
В 1943 году его отправили в Ныдинскую школу-интернат, где он проучился с первого по седьмой классы. Начиная с четвёртого класса увлекался поэзией и писал стихи на ненецком языке.
Осенью 1953 года Геннадий Пуйко поступил на подготовительные курсы Ленинградского государственного педагогического института им. А. И. Герцена. Через три года окончил среднюю школу при институте и поступил в Салехардское педагогическое училище им. А. М. Зверева на 3-й курс.
По окончании училища в 1958 году получил диплом учителя начальных классов с правом преподавания родного языка, изобразительного искусства и физкультуры и был направлен на работу в село Ныда.
В 1959—1960 годах — второй секретарь Ныдинского райкома ВЛКСМ. В 1961-1962 годах — учитель малокомплектной начальной школы в село Нори Надымского района. По семейным обстоятельствам переехал в село Яр-Сале, где работал в 1962—1977 годах учителем родного языка и рисования в начальных классах Ямальской школы-интерната. В 1985—1990 годах работал методистом агитационно-культурной бригады отдела культуры райисполкома Ямальского района.
Умер в 2005 году, похоронен в селе Яр-Сале.

## Творчество
Первый поэтический сборник Геннадия Алексеевича Пуйко «Нюдяхогда нядангода» («Маленький помощник») вышел в Екатеринбурге в 1966 году на русском и ненецком языках.
Произведения Геннадия Пуйко печатались в журнале «Сибирские огни», альманахе «Север поёт», окружных газетах «Красный Север» и «Няръяна Ӈэрм», районной газете «Правда тундры». На стихи поэта сложены песни «Хамзанами» («Моя любимая»), «Обь», «Яр-Сале», «Песня влюблённого рыбака», «Няби небяв» («Вторая мать») и другие. Автор переводов на ненецкий русских песен «Яр-Сале», «Осень», «Елочка» и других.
В 1982 году Геннадий Пуйко написал стихотворение памяти ненецкого писателя Леонида Лапцуя «Три и три ночи».